# 山武市立松尾中学校
山武市立松尾中学校（さんむしりつ まつおちゅうがっこう）は、千葉県山武市松尾町にあった市立中学校。近隣には弓道で有名な千葉県立松尾高等学校がある。
松尾中学校の周りには大きなコンクリートの塀があり、かつては松尾城の一部であった。
吹奏楽が有名。毎年いくつもの全国大会、関東大会、県大会等では金、銀の常連である。

## 概要
- 1947年（昭和22年）9月 - PTA結成。
- 1949年（昭和24年） - 旧松尾中学校校舎完成。
- 1964年（昭和39年） - プール完成。
- 1998年（平成10年） - 円形校舎から新校舎へと立て直した。
- 2022年（令和4年）　- 山武市立蓮沼中学校と統合により廃校。山武市立山武望洋中学校が開校。[1]

## 教育
良い事をしたら褒め、悪い事をしたら厳しく指導する、というのがモットー。
　

### 目指す生徒像
- 力のある生徒
- 正しい生徒
- 美しい生徒

## 学校行事
- 4月 - 始業式、着任式、入学式
- 5月 -
- 6月 - 衣替え、プール開始
- 7月 - 終業式、夏休み
- 8月 - 夏休み
- 9月 - 始業式、体育祭
- 10月 - 衣替え
- 11月 -
- 12月 - 終業式、冬休み
- 1月 - 冬休み、始業式
- 2月 -
- 3月 - 終業式、卒業式、3年生を送る会、離任式

## 部活動
運動部
- サッカー部
- ソフトテニス部（男・女）
- ソフトボール部
- 野球部
- バレーボール部（男・女）
- 男子バスケットボール部（廃休部中）
- 女子バスケットボール部
- 卓球部
- 剣道部
- 柔道部（廃休部中）

文化部
- 吹奏楽部
- 美術・園芸部

## 著名な出身者
- 行木俊（プロ野球選手）

## 交通
- JR総武本線「松尾駅」より徒歩10分